# 立命館大学国際関係学部

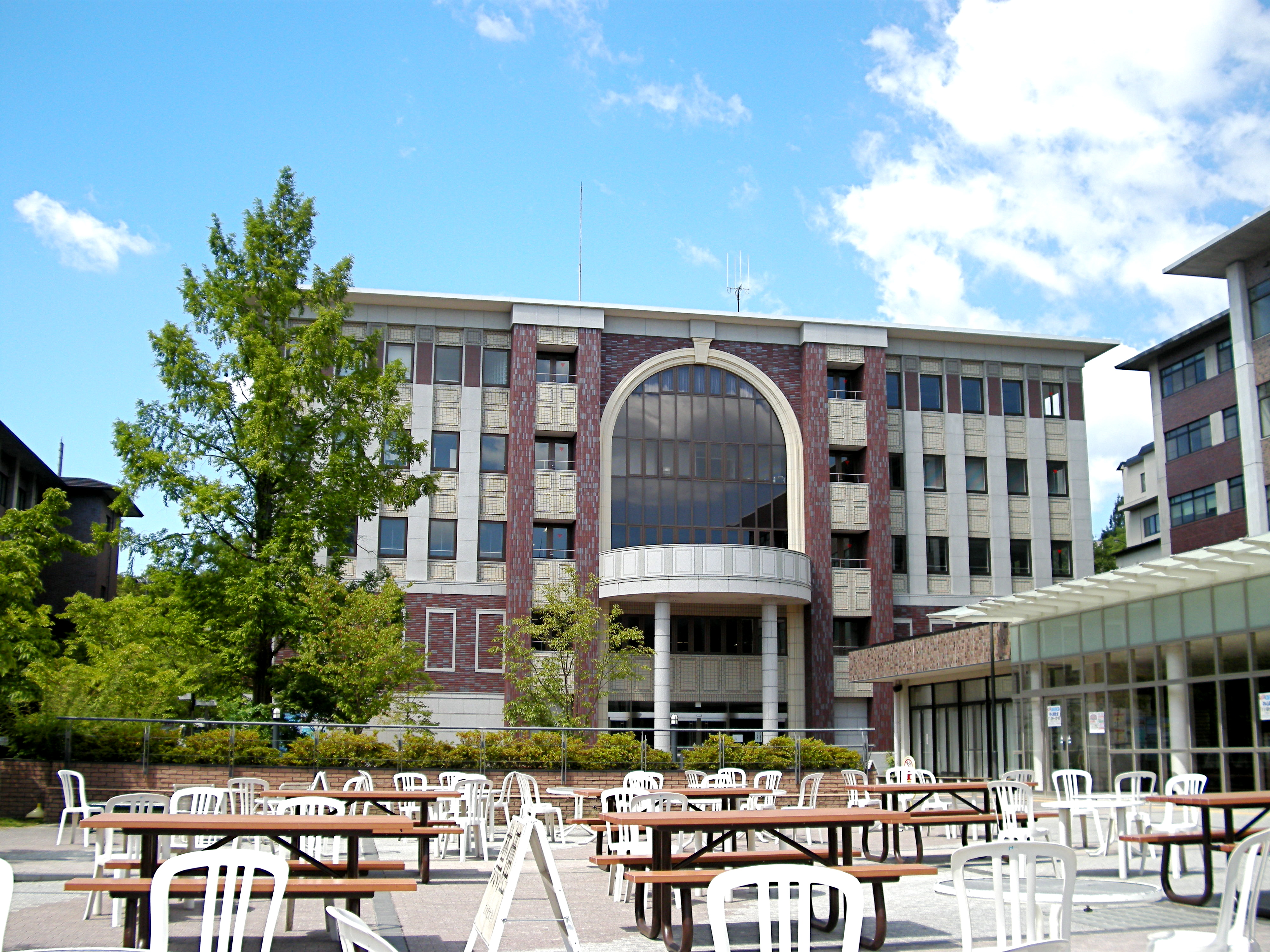
恒心館（国際関係学部基本棟）

立命館大学国際関係学部（りつめいかんだいがく こくさいかんけいがくぶ、英称:College of International Relations）は、立命館大学に設置されている国際関係学部である。また、立命館大学大学院国際関係研究科（りつめいかんだいがくだいがくいん こくさいかんけいけんきゅうか）は立命館大学大学院に設置されている国際関係学研究科である。

## 概要

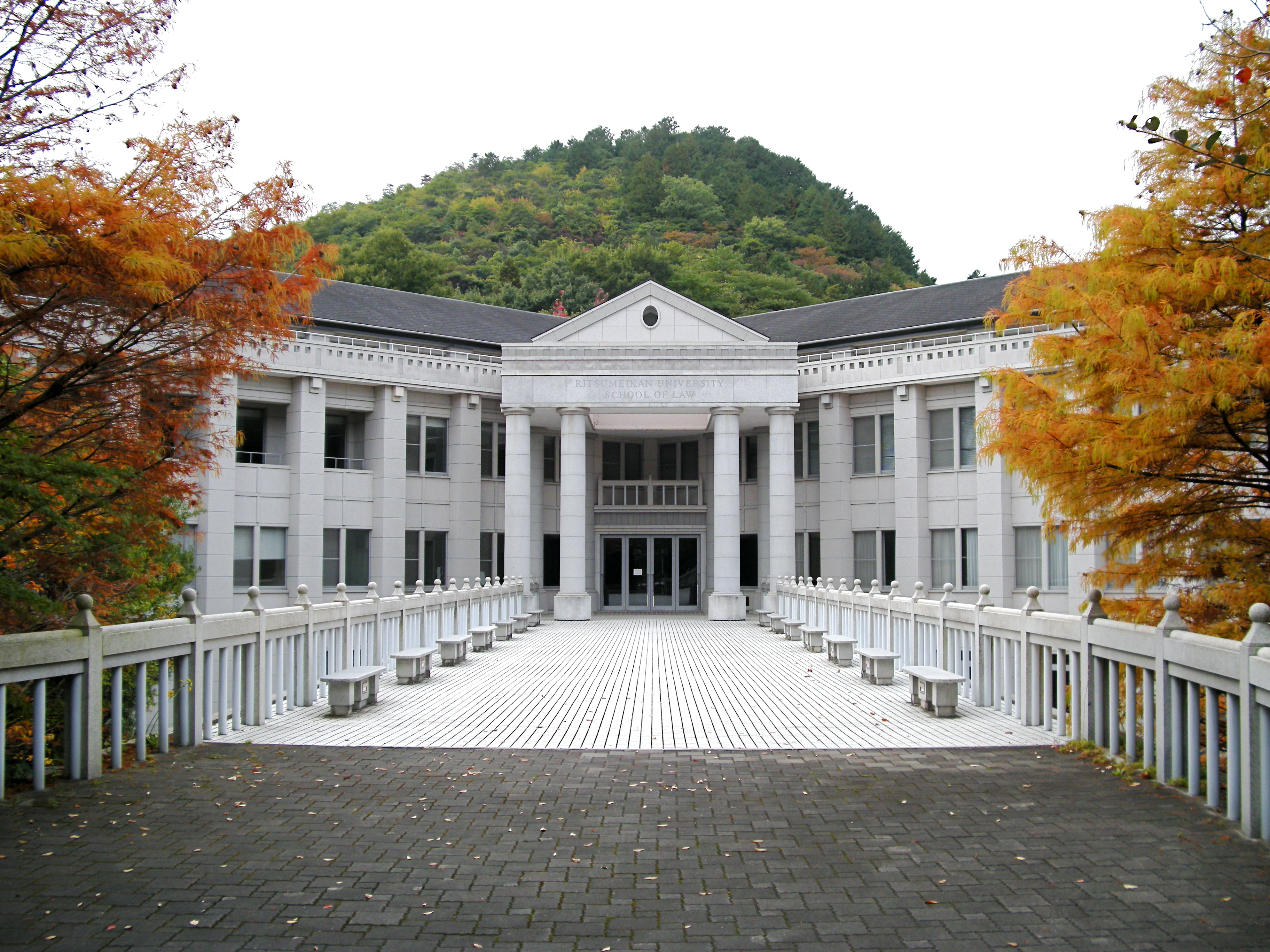
西園寺記念館
（学部開設時の校舎）

立命館大学国際関係学部は、1988年に西日本初の国際関係学部として設立された。関西学院大学、同志社大学を始めとする他私大が同様の学部を開設するまで、東京大学教養学部国際関係論コースや明治学院大学国際学部などとともに、日本における国際関係学のパイオニア的存在として君臨していた。
学部発足時の国際関係学部は、衣笠キャンパスから少し離れた場所にある西園寺記念館を使用したが、これは衣笠キャンパスの大部分が工場等制限区域に含まれていて、同区域内での新学部設置が認められなかったからである。
その後、理工学部・経済学部・経営学部が滋賀県の「びわこ・くさつキャンパス」（BKC）に移転したことで、京都市の衣笠キャンパスに余裕が生まれた。その結果、それまで産業社会学部が使用していた恒心館に国際関係学部が移転することになった。

## 沿革
- 1988年 立命館大学に国際関係学部を設置[1]、西園寺記念館を使用[3]。
- 1992年 大学院国際関係研究科を設置[5]。
- 2000年 衣笠キャンパス内の恒心館に移転[4]。
- 2011年 国際関係学部にグローバル・スタディーズ専攻を設置[1]。
- 2018年 国際関係学部にアメリカン大学・立命館大学国際連携学科を設置[1]。

## 学科
- 入学定員360人[6]
  - 国際関係学科[6]
  - グローバルスタディーズ学科
  - アメリカン大学・立命館大学国際連携学科

## 学部長
- 西村智朗

## 交通アクセス
衣笠キャンパス
所在地：京都市北区等持院北町56-1
JR近鉄京都駅から
市バス50にて42分、市バス・JRバス快速立命館にて36分、「立命館大学前（終点）」下車
JR円町駅から
市バス・JRバス快速立命館にて8分、「立命館大学前（終点）」下車
市バス15にて10分、臨にて9分、「立命館大学前（終点）」下車
JRバス　高尾・京北線にて8分、「立命館大学前」下車
阪急電車西院駅から
市バス・JRバス快速立命館にて15分、臨にて17分、「立命館大学前（終点）」下車
京阪電車三条駅から
市バス12にて53分、市バス15にて34分、市バス51にて36分、「立命館大学前（終点）」下車

## 著名な出身者

### 研究
- 浅羽祐樹 - 政治学、同志社大学教授、現代韓国朝鮮学会賞
- 小谷賢 - 政治学、日本大学教授、山本七平賞奨励賞
- 白戸圭一 - アフリカ研究、立命館大学教授、日本ジャーナリスト会議賞
- 鈴木一人 - 政治学、東京大学教授、サントリー学芸賞
- 田島陽一 - 経済学、東京外国語大学教授
- 長谷川秀樹 - 社会学、横浜国立大学教授、渋沢・クローデル賞LVJ特別賞
- 山口有紗 - 医学
- 山本健介 - 政治学、静岡県立大学講師

### 芸能、スポーツ
- さんだあず - お笑い芸人
- 河口正史 - アメリカンフットボール選手、アイビーボウル敢闘賞
- 立川志の大 - 落語家
- CICO(BENNIE K) - ラッパー、中退
- 今日和  - 女子相撲選手
- 松永勝忢（十九人） - お笑い芸人

### アナウンサー、気象予報士
- 安藤好靖 - 元福井テレビアナウンサー
- 江川清音 - 気象キャスター
- 小崎純佳 - 山陰放送アナウンサー

### その他
- 佐々木智広 - 劇作家、演出家、CESA大賞審査員特別賞
- 石内奈々絵 - 将棋棋士、元女流アマ名人・アマ女王
- 久保隆二 - クイズ作家、中退
- 橋爪勇介 - 編集者
- 堀川朗子 - 衆議院議員